# Estación de Cabañas-Arenal
Cabañas-Arenal (en gallego, y oficialmente según Adif, Cabanas) es un apeadero ferroviario situado en el municipio español de Cabañas en la provincia de La Coruña, comunidad autónoma de Galicia. Dispone de servicios de Media Distancia operados por Renfe.

## Situación ferroviaria
Se encuentra en el punto kilométrico 24,547 de la línea férrea de ancho ibérico que une Betanzos con Ferrol a 6 metros de altitud, entre las estaciones de Puentedeume y de Franza. El tramo es de vía única y está sin electrificar.

## Historia
La estación fue inaugurada el 5 de mayo de 1913 con la apertura de la línea Betanzos - Ferrol por parte del Estado que tuvo que encargarse de la construcción de la línea al quedar desiertos las diferentes subastas que se fueron celebrando. Por ello fue la Primera División Técnica y Administrativa de Ferrocarriles la que se encargó de gestionar la línea en un primer momento hasta su cesión en 1928 a la Compañía Nacional de los Ferrocarriles del Oeste, previo paso por MZOV. En 1941, con la nacionalización ferrocarril en España, la estación empezó a ser gestionada por RENFE. 
Desde el 31 de diciembre de 2004, Adif es la titular de las instalaciones ferroviarias. 

## Servicios ferroviarios

### Media Distancia
Cuenta con servicios de Media Distancia que cubren el trayecto La Coruña- Ferrol a razón de cinco relaciones por sentido los días laborables que se reducen a cuatro los fines de semana y festivos.
| Línea MD | Servicio | Origen/Destino | Paradas intermedias | Destino/Origen   |
| -------- | -------- | -------------- | --- | ---------------- |
| 5        | MD       | La Coruña      | Elviña-Universidad · El Burgo-Santiago · Cambre · Cecebre · Betanzos-Infesta · Betanzos-Ciudad · Miño · Perbes · Puentedeume · Cabañas-Arenal · Perlío  | Ferrol           |
| 5        | MD       | La Coruña      | Elviña-Universidad · El Burgo-Santiago · Betanzos-Infesta · Betanzos-Ciudad · Miño · Perbes · Puentedeume · Cabañas-Arenal · Barallobre · Perlío · Neda | Ferrol           |
| 5        | MD       | La Coruña      | Elviña-Universidad · El Burgo-Santiago · Betanzos-Infesta · Betanzos-Ciudad · Miño · Perbes · Puentedeume · Cabañas-Arenal · Perlío                     | Ferrol           |
| 5        | MD       | Ferrol         | Cabañas-Arenal · Puentedeume · Betanzos-Ciudad | Betanzos-Infesta |